# جیمز لی گای
جیمز لی گای (انگلیسی: James Lee Guy) بازیگر آمریکایی و ساکن چین است که در فیلم‌ها و سریال‌های چینی بازی می‌کند. سر صحنهٔ فیلمبرداری وی را گای جی لی صدا می‌زنند که در زبان چینی به معنای «خیلی خوش شانس» است. این نام را همسر چینی اش برایش انتخاب کرده است.

## قسمتی از فیلمشناسی
- شمشیر اژدها -۲۰۱۵
- ۱۹۱۱ -۲۰۱۱